# Katherine Salosny
Katherine Estrella Salosny Reyes (née le 8 avril 1964 à Santiago du Chili), est une actrice et présentatrice de télévision chilienne d'origine russe.[réf. nécessaire]

## Télévision

### Émissions
| Année           | Émission             | Rôle                                                                   | Chaîne      |
| --------------- | -------------------- | ---------------------------------------------------------------------- | ----------- |
| 1986-1991       | Extra jóvenes        | Animatrice                                                             | RTU         |
| 1991            | Ene TV               | Animatrice                                                             | TVN         |
| 1994            | La mañana diferente  | Animatrice                                                             | Chilevisión |
| 1994            | El baile             | Animatrice                                                             | Chilevisión |
| 1998            | Taxi                 | Animatrice                                                             | Rock & Pop  |
| 2007            | Vértigo              | Participante                                                           | Canal 13    |
| 2007, 2009-2010 | Buenos días a todos  | Panéliste (2007) Animatrice remplacement (2009) Animatrice (2009-2010) | TVN         |
| 2008            | Pasiones             | Animatrice remplacement                                                | TVN         |
| 2009            | Digan lo que digan   | Animatrice                                                             | TVN         |
| 2009            | Pelotón III          | Animatrice                                                             | TVN         |
| 2010            | Pelotón IV           | Animatrice                                                             | TVN         |
| 2010            | Chile ayuda a Chile  | Téléphoniste                                                           | ANATEL      |
| 2010-2011       | Ésta es mi familia   | Animatrice                                                             | TVN         |
| 2011-2012       | Fruto prohibido      | Animatrice (avec Ignacio Franzani)                                     | TVN         |
| 2013            | Perdidos en la Tribu | Animatrice                                                             | TVN         |
| 2013-présent    | Mucho gusto          | Animatrice                                                             | Mega        |
| 2014            | Téléthon 2014        | Animatrice                                                             | ANATEL      |

### Telenovelas
- Borrón y cuenta nueva (TVN, 1998) - Valentina Costa
- Aquelarre (TVN, 1999) - Lorena Meneses.
- Santoladrón (TVN, 2000) - Marlene Mardónez.
- Buen Partido (Canal 13, 2002) - Silvia.
- Los ángeles de Estela (TVN, 2009) - Elle-même

### Séries et unitaires
- Mi abuelo, mi nana y yo (TVN, 1998) - Sussy